# 沙連堡
沙連堡，是台灣中部自清治時期至日治初期的一個行政區劃，其範圍包括今南投縣的竹山鎮北部、鹿谷鄉全部及水里鄉西南部。
沙連堡北邊為沙連下堡、集集堡，東邊為蕃地，南邊為鯉魚頭堡，西邊為斗六堡、東螺東堡。

## 管轄街庄
沙連堡共轄23個街庄：
- 今竹山鎮境內：林杞埔街、竹圍仔庄、下崁庄、香員腳庄、江西林庄、豬頭棕庄、大坑庄、埔心仔庄、大鞍庄、社藔庄、後埔仔庄、笋仔林庄
- 今鹿谷鄉境內：羗仔藔庄、小半天庄、內樹皮庄、車桄藔庄、大水堀庄、蕃仔藔庄、大坵園庄、坪仔頂庄、初鄉庄
- 今水里鄉境內：牛輼轆庄、龜仔頭庄